# Drenovica
Drenovica je gradska četvrt u Puli koja administrativno pripada mjesnom odboru Vidikovac.
Drenovicu sa sjevera ograničuje Pragrande, s istoka Valdebek, s jugoistoka Dolinka, s jugozapada Nova Veruda, a sa zapada Vidikovac.
Drenovica se nalazi u četverokutu čije su stranice Ulica Marsovog Polja, dio pulske zaobilaznice, Rizzijeva ulica, te Lošinjska ulica. Sjeverno od Drenovice nalazi se gradski stadion "Aldo Drozina".